# Konsultant ślubny
Konsultant ślubny (doradca ślubny) – niezależny doradca wynajmowany przez parę młodą w celu zorganizowania i aranżacji ceremonii ślubnych oraz uroczystości weselnych.
Osoba będąca konsultantem ślubnym zna branżę ślubno-weselną i potrafi zaplanować oraz zorganizować skomplikowaną uroczystość, korzystając przy tym z usług podwykonawców.
Korzystając z usług konsultanta ślubnego para młoda może wskazać tylko kilka elementów do zorganizowania (organizacja częściowa) lub wszystkie elementy, na jakie składa się zorganizowanie ślubu (organizacja pełna). Młodzi mają też prawo oczekiwać, by konsultant był obecny w dniu ślubu i wesela (koordynacja dnia ślubu i wesela), by czuwać nad wszystkimi elementami, na jakie składa się organizacja wesela.
W Polsce zawód konsultanta ślubnego należy do młodych zawodów. Prawdopodobnie pierwszą agencją weddingową była firma Beautiful Day założona w 2002 r. W 2007 r. powstało Polskie Stowarzyszenie Konsultantów Ślubnych, które zrzesza najbardziej profesjonalne firmy w branży, a jego zadaniem oprócz popularyzacji zawodu w Polsce jest także dbanie o jakość usług świadczonych na rzecz młodych par przez wedding plannerów oraz podejmowanie szeregu inicjatyw na rzecz branży ślubnej.

## Sposób działania
- Konsultant prowadzi zwykle własną działalność gospodarczą. Współpracuje z gronem podwykonawców, specjalistów w swoich dziedzinach: catering, oprawa muzyczna, fotografia, dekoracje itp.
- Konsultant prowadzi i opiekuje się klientem podczas całego procesu organizacji. W trakcie współpracy poznaje coraz to bardziej szczegółowe oczekiwania klienta oraz stara się im sprostać.